# 金林区
金林区（きんりん-く）は、中華人民共和国黒竜江省伊春市に位置する市轄区。

## 歴史
2019年7月に金山屯区および西林区が合併し、金林区が発足。

## 行政区画
以下の区域を管轄する。
- 鎮：西林鎮、金山屯鎮
- 林場：白山林場、豊嶺林場、豊林林場、豊茂林場、豊麗林場、小崑崙林場
- 経営所：豊溝経営所、横山経営所、大崑崙経営所、育林経営所

## 健康・医療・衛生
- 金林区人民医院
- 金林区中医医院